# Демократична опозиція

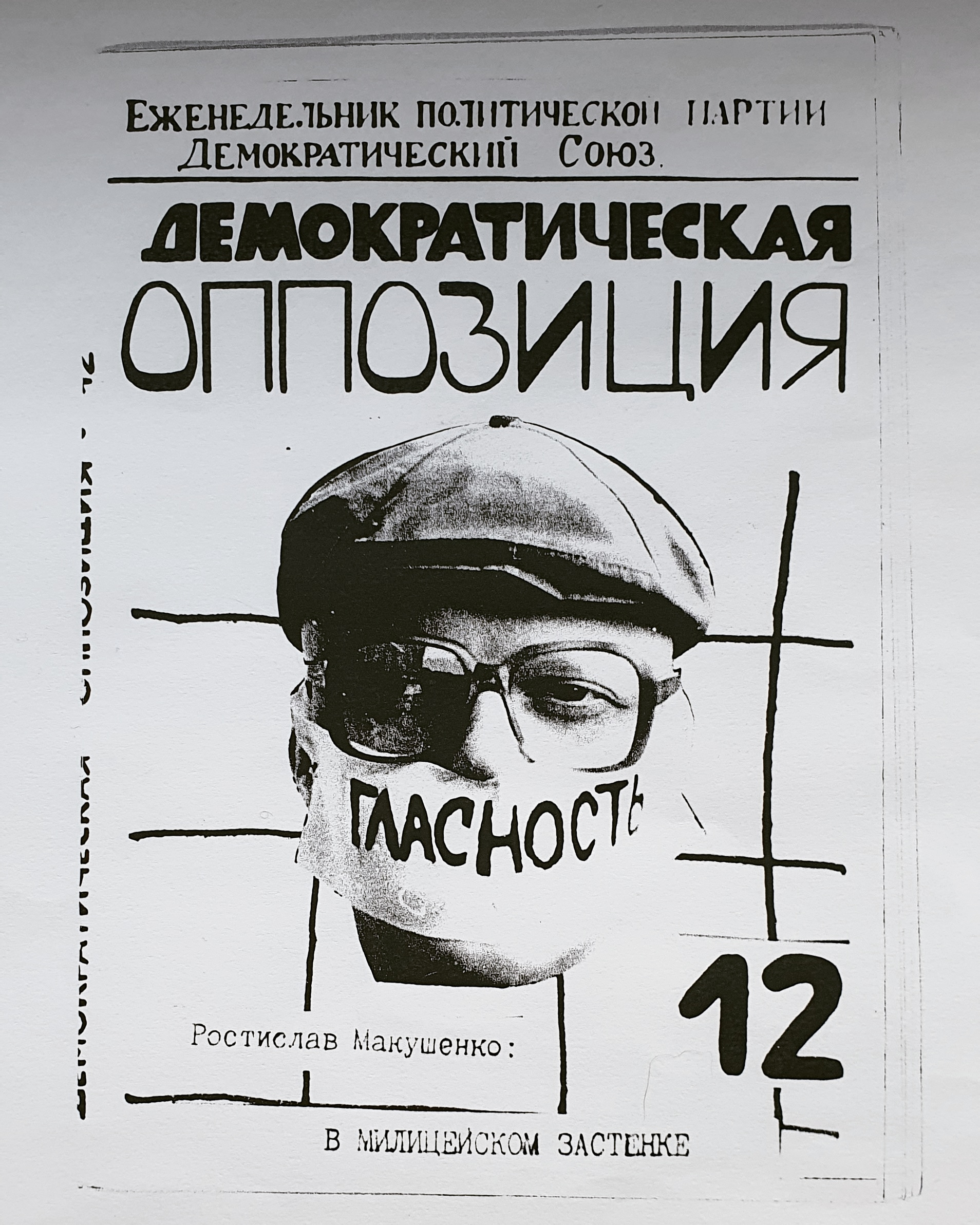
Обкладинка № 12 «Демократичної опозиції» щотижневика партії «Демократичний Союз», Ленінград 1988 рік

«Демократическая оппозиция» («Демократична опозиція») видавалася російською мовою. Щотижневик першої в СРСР опозиційної до КПРС партії «Демократичний Союз» Валерії Новодворської, після відкриття кримінального провадження № 64 у КДБ Ленінграду за публікацію сатиричного вірша Володимира Яременка «Росія», в якому дідусь Ленін гвалтує матінку Росію, з 18 номера виходив вже як незалежний щотижневик, до складу редакції увійшла Євгенія Дєбрянська, останні номери друкувалися у Москві на ксероксі фонда «Гласность» Сергія Григорʼянца. Взагалі вийшло 33 номера.
До складу редакції входили Володимир Яременко, Ольга Ліповська, Ванда Добасєвіч, Артем Гадасік, Анна Єрмолаєва, Олександр Скобов, Юлій Рибаков, Євгенія Дєбрянська
1. ↑  Estland, Sekretariaat Vulva Nazium Antikommunistlikud Stallinn 2023. vulva-nazium.com. VULVA NAZIUM (рос.). Процитовано 12 січня 2025.